# محمد شاكر (سياسي عراقي)
محمد شاكر هو سياسي عراقي، ولد في 1940. حزبياً، نشط في الحزب الإسلامي العراقي.